# Equitazione ai Giochi della XVIII Olimpiade - Salto ostacoli individuale
La competizione del salto ostacoli individuale di equitazione dei Giochi della XVIII Olimpiade si è svolta il giorno 24 ottobre 1964 allo stadio olimpico di Tokyo.
Alla competizione parteciparono anche tre donne (identificate con il simbolo ).

## Classifica finale
| Pos.    | Binomio                   | Binomio            | Nazione          | Prove | Prove | Totale Punti | Barrage |
| Pos.    | Cavaliere                 | Cavallo            | Nazione          | I     | II    | Totale Punti |         |
| ------- | ------------------------- | ------------------ | ---------------- | ----- | ----- | ------------ | ------- |
| Oro     | Pierre Jonquères d'Oriola | Lutteur            | Francia          | 9,00  | 0,00  | 9,00         |         |
| Argento | Hermann Schridde          | Dozent             | Germania         | 12,50 | 1,25  | 13,75        |         |
| Bronzo  | Peter Robeson             | Firecrest          | Gran Bretagna    | 8,00  | 8,00  | 16,00        | 0,00    |
| 4       | John Fahey                | Bonvale            | Australia        | 8,00  | 8,00  | 16,00        | 8,00    |
| 5       | Joaquim Silva             | Jeune France       | Portogallo       | 8,00  | 12,00 | 20,00        |         |
| 5       | Nelson Pessoa Filho       | Huipil             | Brasile          | 12,00 | 8,00  | 20,00        |         |
| 7       | Frank Chapot              | San Lucas          | Stati Uniti      | 12,50 | 8,00  | 20,50        |         |
| 8       | Kurt Jarasinski           | Torro              | Germania         | 9,75  | 12,50 | 22,25        |         |
| 9       | Piero D'Inzeo             | Sunbeam            | Italia           | 12,00 | 12,50 | 24,50        |         |
| 10      | Max Hauri                 | Millview           | Svizzera         | 13,25 | 12,25 | 25,50        |         |
| 11      | Raimondo D'Inzeo          | Posillipo          | Italia           | 16,00 | 12,00 | 28,00        |         |
| 12      | Jorge Cánaves             | Confinado          | Argentina        | 18,75 | 10,75 | 29,50        |         |
| 13      | Kathy Kusner              | Untouchable        | Stati Uniti      | 13,75 | 16,00 | 29,75        |         |
| 14      | Janou Lefèbvre            | Kenavo D           | Francia          | 16,00 | 16,00 | 32,00        |         |
| 14      | Paul Weier                | Satan III          | Svizzera         | 20,00 | 12,00 | 32,00        |         |
| 16      | Hans Günter Winkler       | Fidelitas          | Germania         | 17,50 | 15,00 | 32,50        |         |
| 17      | Hugo Arrambide            | Chimbote           | Argentina        | 17,50 | 16,75 | 34,25        |         |
| 18      | Paco Goyoaga              | Kif Kif B          | Spagna           | 19,00 | 16,00 | 35,00        |         |
| 19      | Graziano Mancinelli       | Rockette           | Italia           | 16,00 | 20,00 | 36,00        |         |
| 20      | Guy Lefrant               | Monsieur de Littry | Francia          | 20,00 | 16,75 | 36,75        |         |
| 21      | David Broome              | Jacopo             | Gran Bretagna    | 16,00 | 21,00 | 37,00        |         |
| 22      | Carlos D'Elia             | Popin              | Argentina        | 17,25 | 20,00 | 37,25        |         |
| 22      | Graeme Hansen             | Saba Sam           | Nuova Zelanda    | 12,75 | 25,00 | 37,75        |         |
| 24      | Bud MacIntyre             | Coronation         | Australia        | 16,00 | 23,50 | 39,50        |         |
| 25      | Enrique Martínez          | Eolo IV            | Spagna           | 24,00 | 16,00 | 40,00        |         |
| 26      | Antonio Queipo            | Infernal           | Spagna           | 20,00 | 23,75 | 43,75        |         |
| 27      | David B. Barker           | North Flight       | Gran Bretagna    | 28,25 | 16,00 | 44,25        |         |
| 28      | Ivan Semyonov             | Sibiryak           | Unione Sovietica | 24,50 | 27,00 | 51,50        |         |
| 29      | Américo Simonetti         | Trago Amargo       | Cile             | 32,25 | 20,00 | 52,25        |         |
| 30      | Kevin Ashley Bacon        | Ocean Foam         | Australia        | 29,50 | 24,00 | 53,50        |         |
| 31      | Bruce Hansen              | Tide               | Nuova Zelanda    | 24,00 | 32,00 | 56,00        |         |
| 31      | Lee Il-Gyu                | Rebel              | Corea del Sud    | 28,00 | 28,00 | 56,00        |         |
| 33      | Mary Mairs-Chapot         | Tomboy             | Stati Uniti      | 44,50 | 12,25 | 56,75        |         |
| 34      | Henrique Callado          | Joc de l'Ile       | Portogallo       | 42,00 | 16,25 | 58,25        |         |
| 35      | Adrian White              | El Dorado          | Nuova Zelanda    | 37,25 | 25,25 | 62,50        |         |
| 36      | Aleksandr Purtov          | Svecha             | Unione Sovietica | 56,25 | 12,50 | 68,75        |         |
| 37      | Ricardo Guasch            | Huracan            | Messico          | 33,75 | 36,00 | 69,75        |         |
| 38      | Shinzo Sasa               | Snaefell           | Giappone         | 46,75 | 24,00 | 70,75        |         |
| 39      | Hans Möhr                 | Troll              | Svizzera         | 32,00 | 51,25 | 83,25        |         |
| 40      | Hiroshi Hoketsu           | Raro               | Giappone         | 63,75 | 48,00 | 111,75       |         |
| -       | Andrey Favorsky           | Manevr             | Unione Sovietica | 22,25 | Rit.  |              |         |
| -       | Héctor Zatarain           | Nube               | Messico          | 66,25 | Rit.  |              |         |
| -       | An Deok-Gi                | Ivan               | Corea del Sud    | Rit.  |       |              |         |
| -       | Joaquín Hermida           | Porfirio           | Messico          | Rit.  |       |              |         |
| -       | Kim Cheol-Gyu             | Gothic             | Corea del Sud    | Rit.  |       |              |         |
| -       | Yuzo Kageyama             | Tokinoarashi       | Giappone         | Rit.  |       |              |         |